# 디파이언스 (1980년 영화)
《디파이언스》(영어: Defiance)는 미국에서 제작된 존 플린 감독의 1980년 액션 범죄 드라마 영화이다. 잰마이클 빈센트 등이 출연하였고, 제리 브룩하이머 등이 제작에 참여하였다.

## 출연진
- 잰마이클 빈센트
- 테리사 살다나
- 아트 카니
- 대니 아이엘로
- 루디 라모스
- 레니 몬태나
- 조지프 캠퍼넬라
- 산토스 모랄레스
- 퍼낸도 로페즈
- 프랭크 페시
- 이스마엘 “이스트” 카를로
- 토니 시리코

## 기타 제작진
- 협력 제작: 토머스 마이클 도널리
- 배역: 조이스 로빈슨, 샘 크리스턴슨
- 미술: 빌 맬리
- 의상: 엘리스 코언